# 2017-es WTCC argentín nagydíj
A 2017-es WTCC argentín nagydíj volt a 2017-es túraautó-világbajnokság hatodik fordulója. 2017. július 16-án rendezték meg az Autodrómo Termas de Río Hondo aszfaltcsíkon. Ezen a hétvégén debütált a sorozatban Szabó Zsolt, aki Aurélien Panist váltotta a Zengő Motorsportnál.

## Időmérő
| Poz. | #  | Versenyző         | Csapat                | Autó                    | Kat. | 1. rész  | 2. rész  | 3. rész  | Pont |
| ---- | -- | ----------------- | --------------------- | ----------------------- | ---- | -------- | -------- | -------- | ---- |
| 1    | 63 | Nick Catsburg     | Polestar Cyan Racing  | Volvo S60 Polestar TC1  |      | 1:43,448 | 1:43,085 | 1:43,088 | 5    |
| 2    | 5  | Michelisz Norbert | Honda Racing Team JAS | Honda Civic WTCC        |      | 1:43,747 | 1:43,135 | 1:43,272 | 4    |
| 3    | 18 | Tiago Monteiro    | Honda Racing Team JAS | Honda Civic WTCC        |      | 1:43,818 | 1:43,388 | 1:43,479 | 3    |
| 4    | 86 | Esteben Guerrieri | Campos Racing         | Chevrolet RML Cruze TC1 | WT   | 1:43,913 | 1:43,585 | 1:43,704 | 2    |
| 5    | 62 | Thed Björk        | Polestar Cyan Racing  | Volvo S60 Polestar TC1  |      | 1:43,637 | 1:43,362 | 1:43,715 | 1    |
| 6    | 61 | Néstor Girolami   | Polestar Cyan Racing  | Volvo S60 Polestar TC1  |      | 1:43,879 | 1:43,690 |          |      |
| 7    | 25 | Mehdi Bennani     | Sébastien Loeb Racing | Citroën C-Elysée WTCC   | WT   | 1:44,507 | 1:44,062 |          |      |
| 8    | 3  | Tom Chilton       | Sébastien Loeb Racing | Citroën C-Elysée WTCC   | WT   | 1:44,594 | 1:44,299 |          |      |
| 9    | 34 | Micsigami Rjo     | Honda Racing Team JAS | Honda Civic WTCC        |      | 1:44,910 | 1:44,400 |          |      |
| 10   | 68 | Yann Ehrlacher    | RC Motorsport         | Lada Vesta WTCC         | WT   | 1:44,746 | 1:44,803 |          |      |
| 11   | 27 | John Filippi      | Sébastien Loeb Racing | Citroën C-Elysée WTCC   | WT   | 1:45,039 | 1:44,870 |          |      |
| 12   | 9  | Tom Coronel       | ROAL Motorsport       | Chevrolet RML Cruze TC1 | WT   | 1:44,779 | 1:45,357 |          |      |
| 13   | 12 | Robert Huff       | Citroën C-Elysée      | Citroën C-Elysée WTCC   | WT   | 1:45,178 |          |          |      |
| 14   | 99 | Nagy Dániel       | Zengő Motorsport      | Honda Civic WTCC        | WT   | 1:45,919 |          |          |      |
| 15   | 66 | Szabó Zsolt       | Zengő Motorsport      | Honda Civic WTCC        | WT   | 1:46,079 |          |          |      |
| 16   | 24 | Kevin Gleason     | RC Motorsport         | Lada Vesta WTCC         | WT   | 1:46,432 |          |          |      |

Megjegyzés:
- WT – WTCC Trophy

## MAC 3
| Poz. | Gyártó | Autó                 | Idő      | Különbség | Pont |
| ---- | ------ | -------------------- | -------- | --------- | ---- |
| 1    | Volvo  | Polestar Cyan Racing | 3ː33,885 |           | 12   |
| 2    | Honda  | Honda Civic WTCC     | 3:49,487 | +15,602   | 8    |

## Első futam
| Poz. | #  | Versenyző         | Csapat                          | Autó                    | Kat. | Futott kör | Idő/Kiesés oka | Rajthely | Pont |
| ---- | -- | ----------------- | ------------------------------- | ----------------------- | ---- | ---------- | -------------- | -------- | ---- |
| 1    | 68 | Yann Ehrlacher    | RC Motorsport                   | Lada Vesta WTCC         | WT   | 11         | 19:23,991      | 1        | 25   |
| 2    | 25 | Mehdi Bennani     | Sébastien Loeb Racing           | Citroën C-Elysée WTCC   | WT   | 11         | +0,726         | 4        | 18   |
| 3    | 86 | Esteban Guerrieri | Campos Racing                   | Chevrolet RML Cruze TC1 | WT   | 11         | +1,326         | 7        | 15   |
| 4    | 3  | Tom Chilton*      | Sébastien Loeb Racing           | Citroën C-Elysée WTCC   | WT   | 11         | +1,573         | 3        | 12   |
| 5    | 18 | Tiago Monteiro    | Honda Racing Team JAS           | Honda Civic WTCC        |      | 11         | +1,677         | 8        | 10   |
| 6    | 62 | Thed Björk        | Polestar Cyan Racing            | Volvo S60 WTCC          |      | 11         | +2,322         | 6        | 8    |
| 7    | 12 | Robert Huff       | ALL-INKL.COM Münnich Motorsport | Citroën C-Elysée WTCC   | WT   | 11         | +3,668         | 13       | 6    |
| 8    | 27 | John Filippi      | Sébastien Loeb Racing           | Citroën C-Elysée WTCC   | WT   | 11         | +10,369        | 11       | 4    |
| 9    | 9  | Tom Coronel       | ROAL Motorsport                 | Chevrolet RML Cruze TC1 | WT   | 11         | +10,960        | 12       | 2    |
| 10   | 34 | Micsigami Rjo     | Honda Racing Team JAS           | Honda Civic WTCC        |      | 11         | +11,379        | 2        | 1    |
| 11   | 24 | Kevin Gleason     | RC Motorsport                   | Lada Vesta WTCC         | WT   | 11         | +14,036        | 16       |      |
| 12   | 99 | Nagy Dániel       | Zengő Motorsport                | Honda Civic WTCC        | WT   | 11         | +21,452        | 14       |      |
| 13   | 66 | Szabó Zsolt       | Zengő Motorsport                | Honda Civic WTCC        | WT   | 11         | +22,972        | 15       |      |
| 14   | 5  | Michelisz Norbert | Honda Racing Team JAS           | Honda Civic WTCC        |      | 10         | +1 kör         | 9        |      |
| Ki   | 63 | Nick Catsburg     | Polestar Cyan Racing            | Volvo S60 WTCC          |      | 7          | Defekt         | 10       |      |
| Ki   | 61 | Néstor Girolami   | Polestar Cyan Racing            | Volvo S60 WTCC          |      | 6          | Ütközés        | 5        |      |

Megjegyzés:
- WT – WTCC Trophy
- * Tom Chilton a leintést követően 5 másodperces időbüntetést kapott Yann Ehrlacher meglökéséért.

## Második futam
| Poz. | #  | Versenyző         | Csapat                          | Autó                    | Kat. | Futott kör | Idő/Kiesés oka | Rajthely | Pont |
| ---- | -- | ----------------- | ------------------------------- | ----------------------- | ---- | ---------- | -------------- | -------- | ---- |
| 1    | 5  | Michelisz Norbert | Honda Racing Team JAS           | Honda Civic WTCC        |      | 13         | +22:39,375     | 2        | 30   |
| 2    | 18 | Tiago Monteiro    | Honda Racing Team JAS           | Honda Civic WTCC        |      | 13         | +0,505         | 3        | 23   |
| 3    | 62 | Thed Björk        | Polestar Cyan Racing            | Volvo S60 WTCC          |      | 13         | +1,381         | 5        | 19   |
| 4    | 86 | Esteban Guerrieri | Campos Racing                   | Chevrolet RML Cruze TC1 | WT   | 13         | +6,379         | 4        | 16   |
| 5    | 25 | Mehdi Bennani     | Sébastien Loeb Racing           | Citroën C-Elysée WTCC   | WT   | 13         | +14,281        | 7        | 13   |
| 6    | 61 | Néstor Girolami   | Polestar Cyan Racing            | Volvo S60 WTCC          |      | 13         | +14,675        | 6        | 10   |
| 7    | 3  | Tom Chilton       | Sébastien Loeb Racing           | Citroën C-Elysée WTCC   | WT   | 13         | +20,385        | 8        | 7    |
| 8    | 68 | Yann Ehrlacher    | RC Motorsport                   | Lada Vesta WTCC         | WT   | 13         | +20,750        | 10       | 4    |
| 9    | 12 | Robert Huff       | ALL-INKL.COM Münnich Motorsport | Citroën C-Elysée WTCC   | WT   | 13         | +20,999        | 13       | 2    |
| 10   | 9  | Tom Coronel       | ROAL Motorsport                 | Chevrolet RML Cruze TC1 | WT   | 13         | +21,983        | 12       | 1    |
| 11   | 34 | Micsigami Rjo     | Honda Racing Team JAS           | Honda Civic WTCC        |      | 13         | +22,361        | 9        |      |
| 12   | 27 | John Filippi      | Sébastien Loeb Racing           | Citroën C-Elysée WTCC   | WT   | 13         | +22,989        | 11       |      |
| 13   | 24 | Kevin Gleason     | RC Motorsport                   | Lada Vesta WTCC         | WT   | 13         | +26,701        | 16       |      |
| 14   | 99 | Nagy Dániel       | Zengő Motorsport                | Honda Civic WTCC        | WT   | 13         | +39,996        | 14       |      |
| 15   | 66 | Szabó Zsolt       | Zengő Motorsport                | Honda Civic WTCC        | WT   | 13         | +40,437        | 15       |      |
| 16   | 63 | Nick Catsburg     | Polestar Cyan Racing            | Volvo S60 WTCC          |      | 12         | +1 kör         | 1        |      |

Megjegyzés:
- WT – WTCC Trophy

## Külső hivatkozások
- A hétvége részletes eredményei